# Jakob von Uexküll
Jakob Johann von Uexküll (8. září 1864, Mihkli, Estonsko – 25. červenec 1944, Capri, Itálie) byl německý biolog estonského původu, který pracoval v oblasti svalové fyziologie, studií chování zvířat a kybernetiky života. Je považován za jednoho ze zakladatelů ekologie a biosémiotiky.
Syn Alexandra von Uexküll a Sophie von Hahn, Jakob von Uexküll se narodil na statku Keblas, Mihkli v Estonské gubernii. Jeho aristokratická rodina ztratila většinu ze svého bohatství vyvlastněním během ruské revoluce.
V letech 1925–1934 působil jako profesor v Hamburku.
Uexküll se zajímal o to, jak živé bytosti vnímají své prostředí. Podle Uexkülla zvířata nejsou jen objekty, ale jsou to i subjekty, jejichž podstatnou činností je pozorovaní a působení a jejichž prostředí je právě takové mnohotvárné jak mnohotvárné jsou zvířata. Všechny zvířecí subjekty, od nejjednodušších po nejrozvinutější, jsou se stejnou dokonalostí přizpůsobené svému prostředí. Jednoduchému živočichu odpovídá jednoduché prostředí, složitějšímu právě tak bohatě členěné prostředí. Zatímco však zvířata mají pokaždé jen své prostředí, člověk se vyznačuje tím, že má uspořádaný svět uchopitelný jako celek.
Pojem prostředí vyjádřil německým slovem Umwelt (česky osvětí), které se dodnes používá ve smyslu životní prostředí anebo okolní prostředí.

## Dílo
- 1905 – Leitfaden in das Studium der experimentellen Biologie der Wassertiere. Wiesbaden: J.F.Bergmann.
- 1909 – Umwelt und Innenwelt der Tiere. Berlin: J. Springer.
- 1913 – Bausteine zu einer biologischen Weltanschauung. Gesammelte Aufsätze, herausgegeben und eingeleitet von Felix Groß. München: F.Bruckmann A.-G..
- 1920 – Biologische Briefe an eine Dame. Berlin: Verlag von Gebrüder Paetel.
- 1920 – Staatsbiologie (Anatomie-Physiologie-Pathologie des Staates). Berlin: Verlag von Gebrüder Paetel. (Sonderheft der Deutschen Rundschau, hrg. Rudolf Pechel).
- 1920 – Theoretische Biologie. Berlin: Verlag von Gebrüder Paetel.
- 1921 – Umwelt und Innenwelt der Tiere. 2. verm. u. verb. Aufl. Berlin: J. Springer.
- 1928 – Houston Stewart Chamberlain. Natur und Leben. München: F.Bruckmann A.-G (als Hrsg.).
- 1928 – Theoretische Biologie. 2. gänzl. neu bearb. Aufl. Berlin: J. Springer.
- 1930 – Die Lebenslehre (= Das Weltbild, Bücher des lebendigen Wissens, Hrg. Hans Prinzhorn, Bd. 13), Potsdam: Müller und Kiepenheuer Verlag, und Zürich: Orell Füssli Verlag.
- 1933 – Staatsbiologie: Anatomie-Physiologie-Pathologie des Staates. Hamburg: Hanseatische Verlagsanstalt.
- 1934 – Streifzüge durch die Umwelten von Tieren und Menschen: Ein Bilderbuch unsichtbarer Welten. (Sammlung: Verständliche Wissenschaft, Bd. 21.) Berlin: J. Springer. (spolu s G. Kriszatem)
- 1936 – Niegeschaute Welten. Die Umwelten meiner Freunde. Ein Erinnerungsbuch. Berlin: S.Fischer.
- 1938 – Der unsterbliche Geist in der Natur. Gespräche. Christian Wegner Hamburg.
- 1939 – Nie geschaute Welten. Die Umwelten meiner Freunde. Ein Erinnerungsbuch. 8. Aufl. Berlin.
- 1940 – Bedeutungslehre (= Bios, Abhandlungen zur theoretischen Biologie und ihrer Geschichte sowie zur Philosophie der organischen Naturwissenschaften. Bd. 10). Leipzig: Verlag von J. A. Barth.
- 1940 – Der Stein von Werder. Hamburg: Christian Wegner Verlag.
- 1944 – Die ewige Frage: Biologische Variationen über einen platonischen Dialog. Hamburg: Marion von Schröder Verlag. (spolu s Th. von Uexküllem)
- 1946 – Der unsterbliche Geist in der Natur: Gespräche.4. - 8. Tsd. Hamburg: Christian Wegner Verlag.
- 1947 – Der unsterbliche Geist in der Natur: Gespräche. 9.-18. Tsd. Hamburg: Christian Wegner Verlag.
- 1947 – Der Sinn des Lebens. Gedanken über die Aufgaben der Biologie. Mitgeteilt in einer Interpretation der zu Bonn 1824 gehaltenen Vorlesung des Johannes Müller Von dem Bedürfnis der Physiologie nach einer philosophischen Naturbetrachtung, mit einem Ausblick von Thure von Uexküll. Godesberg: Verlag Helmut Küpper.
- 1949 – Nie geschaute Welten. 9.-13. Aufl., Berlin, Frankfurt a. M.
- 1950 – Das allmächtige Leben. Hamburg: Christian Wegner Verlag.
- 1956 – Streifzüge durch die Umwelten von Tieren und Menschen: Ein Bilderbuch unsichtbarer Welten. Bedeutungslehre. Mit einem Vorwort von Adolf Portmann. Hamburg: Rowohlt. (spolu s G. Kriszatem)
- 1957 – Nie geschaute Welten. München.
- 1958 – Streifzüge durch die Umwelten von Tieren und Menschen. Bedeutungslehre. Hamburg: Rowohlt. (spolu s G. Kriszatem)
- 1962 – Streifzüge durch die Umwelten von Tieren und Menschen. Bedeutungslehre. Hamburg: Rowohlt.(spolu s G. Kriszatem)
- 1963 – Niegeschaute Welten. 13. Tsd., Frankfurt a. M.
- 1970 – Streifzüge durch die Umwelten von Tieren und Menschen. Bedeutungslehre. Frankfurt a. M.: S. Fischer. (spolu s G. Kriszatem)
- 1973 – Theoretische Biologie. Frankfurt a. M.: Suhrkamp Taschenbuch Wissenschaft.
- 1977 – Der Sinn des Lebens. Gedanken über die Aufgaben der Biologie, mitgeteilt in einer Interpretation der zu Bonn 1824 gehaltenen Vorlesung des Johannes Müller Von dem Bedürfnis der Physiologie nach einer philosophischen Naturbetrachtung, mit einem Ausblick von Thure von Uexküll. Stuttgart: Ernst Klatt Verlag.
- 1980 – Kompositionslehre der Natur. Biologie als undogmatische Naturwissenschaft. Ausgewählte Schriften. Herausgegeben und eingeleitet von Thure von Uexküll. Frankfurt am Main - Berlin - Wien: Verlag Ullstein GmbH.